# Open Data Kit
Open Data Kit (ODK) – darmowy zestaw narzędzi open source, który wspiera organizacje w tworzeniu i zarządzaniu mobilnymi rozwiązaniami do zbierania danych.
ODK zaczynał jako sponsorowany projekt google.org. Twórcami ODK są pracownicy naukowi Wydziału Informatyki i Inżynierii Uniwersytetu Waszyngtońskiego oraz aktywni członkowie Change, wielodziedzinowej grupy działającej na tym uniwersytecie i
badającej, w jaki sposób technologie mogą poprawić jakość życia ludzi mających ograniczony dostęp do usług elektronicznych.
Do najważniejszych komponentów stworzonych z wykorzystaniem ODK zaliczyć można:
- ODK Build – umożliwia użytkownikom tworzenie formularzy za pomocą kreatora formularzy, metodą „przeciągnij-i-upuść”. Build jest wdrażany jako aplikacja sieciowa HTML5 i przeznaczony do projektowania prostych formularzy;
- ODK Collect – rozwiązanie mobilne zastępujące papierowe formularze. Collect jest zbudowany na platformie Android i umożliwia gromadzenie wielu rodzajów danych: tekstu, lokalizacji, zdjęć, plików video, audio i kodów kreskowych;
- ODK Aggregate – dostarcza gotowy do zastosowania magazyn online do przechowywania, przeglądania i eksportowania zebranych danych. Aggregate można uruchomić na infrastrukturze Google, a także na lokalnych serwerach bazodanowych (MySQL i PostgreSQL);
- ODK Briefcase – umożliwia transfer danych z Collect i Aggregate;
- ODK Validate – gwarantuje zgodność formatu z systemem OpenRosa, który będzie współpracować ze wszystkimi narzędziami ODK;
- ODK XLS2XForm – pozwala zaprojektować formularze z wykorzystaniem arkusza MS Excel;
- ODK Sensors – upraszcza tworzenie aplikacji mobilnych korzystających z danych pozyskiwanych przez sensory zewnętrzne podłączane poprzez USB/Bluetooth.